# Philosophie des sciences
Ne doit pas être confondu avec Théorie de la connaissance ou Épistémologie.
La philosophie des sciences est la branche de la philosophie qui étudie la définition, les fondements philosophiques, les méthodes et les implications de la science. Elle est également parfois désignée sous le terme d'« épistémologie ».
Elle s'intéresse aux objectifs que la science se propose d'atteindre, que ce soit de manière générale ou dans des domaines spécifiques (mathématiques, physique, biologie), ainsi qu'aux méthodes utilisées pour y parvenir. Elle examine également les principes fondamentaux qui guident la recherche scientifique. Un autre axe majeur de la philosophie des sciences concerne les relations entre différentes disciplines scientifiques : elle questionne leur interconnexion et la possibilité de leur unification. Enfin, elle se penche sur la relation entre la science et la réalité, analysant la portée et la justesse des affirmations scientifiques sur le monde réel.
Cette réflexion s'appuie sur la philosophie (métaphysique, ontologie, éthique) et l'histoire des sciences. Elle se distingue de la théorie de la connaissance qui porte sur la connaissance en général et non spécifiquement sur la connaissance scientifique.

## Contours historiques de la philosophie des sciences
La distinction entre la théorie de la connaissance et la philosophie des sciences est récente et est due à l'apparition de la science moderne et à la constitution de la « science » comme un champ différent de la « philosophie ». Cette distinction n'a véritablement émergé qu'à la fin du XIXe siècle et au début du XXe siècle, bien que des ouvrages relevant de la philosophie des sciences aient été publiés au XIXe siècle.

### L'émergence de la science moderne
Depuis la fin du XIXe siècle, un important débat historiographique a opposé deux camps : d'un côté, ceux qui mettaient en avant la rupture marquant les débuts de la science moderne, incarnée au milieu du XXe siècle par la théorie de la révolution scientifique. De l'autre, une minorité soulignait plutôt les continuités entre la science scolastique, ainsi que la science arabe et antique, tel que Pierre Duhem.

#### La production de connaissance antiques et médiévales
La connaissance antique et médiévale est marquée par une forte interconnexion entre les différentes disciplines, ainsi qu'une recherche constante de principes unificateurs et d'explications causales en faisant appel à l'observation, la mesure et la logique. Mais durant le moyen âge la production de savoir reste contrôlée par l'église et ce jusqu'au début du XVIe siècle. L'Église exerce son plein contrôle sur les lettrés, qui appartiennent majoritairement au clergé, la connaissance sont intégrées dans l'édifice scolastique, couronné par la théologie. . Les savants médiévaux voulant réaliser, avec la scolastique, une synthèse entre la philosophie d'Aristote et le christianisme,. 

#### La constitution de la science en tant que discipline à part
L'avènement de la science en tant que discipline distincte est généralement lié à celui de l'astronomie à travers les découvertes de Nicolas Copernic ou de Galilée aux XVIe et XVIIe siècles.

### L'émergence de la philosophie des sciences

#### Origines et Précurseurs
La tradition humaniste de la Renaissance fera remonter l'origine de la science aux penseurs présocratiques tels que Pythagore ou Thalès. Aristote quant à lui met en avant l'importance de l'observation empirique et de la classification des êtres vivants dans la biologie. Elle rejettera au contraire l'héritage intellectuel de la période moyenâgeuse, bien que cette dernière soit également héritière de l'Antiquité classique. Thomas d'Aquin par exemple, s'appuient sur la philosophie aristotélicienne pour développer une théologie rationnelle, qui influencera à son tour la pensée moderne..
Des penseurs précurseurs tels que David Hume, Emmanuel Kant et William Whewell ont formulé des réflexions influentes sur les connaissances scientifiques de leur époque. Cependant, ce n'est qu'à la fin du XIXe siècle que la philosophie des sciences est institutionnellement reconnue en tant que discipline distincte, marquée par l'établissement des premières chaires spécialisées en « philosophie inductive » ou en « théorie des sciences inductives ».

#### Le constitution en une discipline portant uniquement sur la science

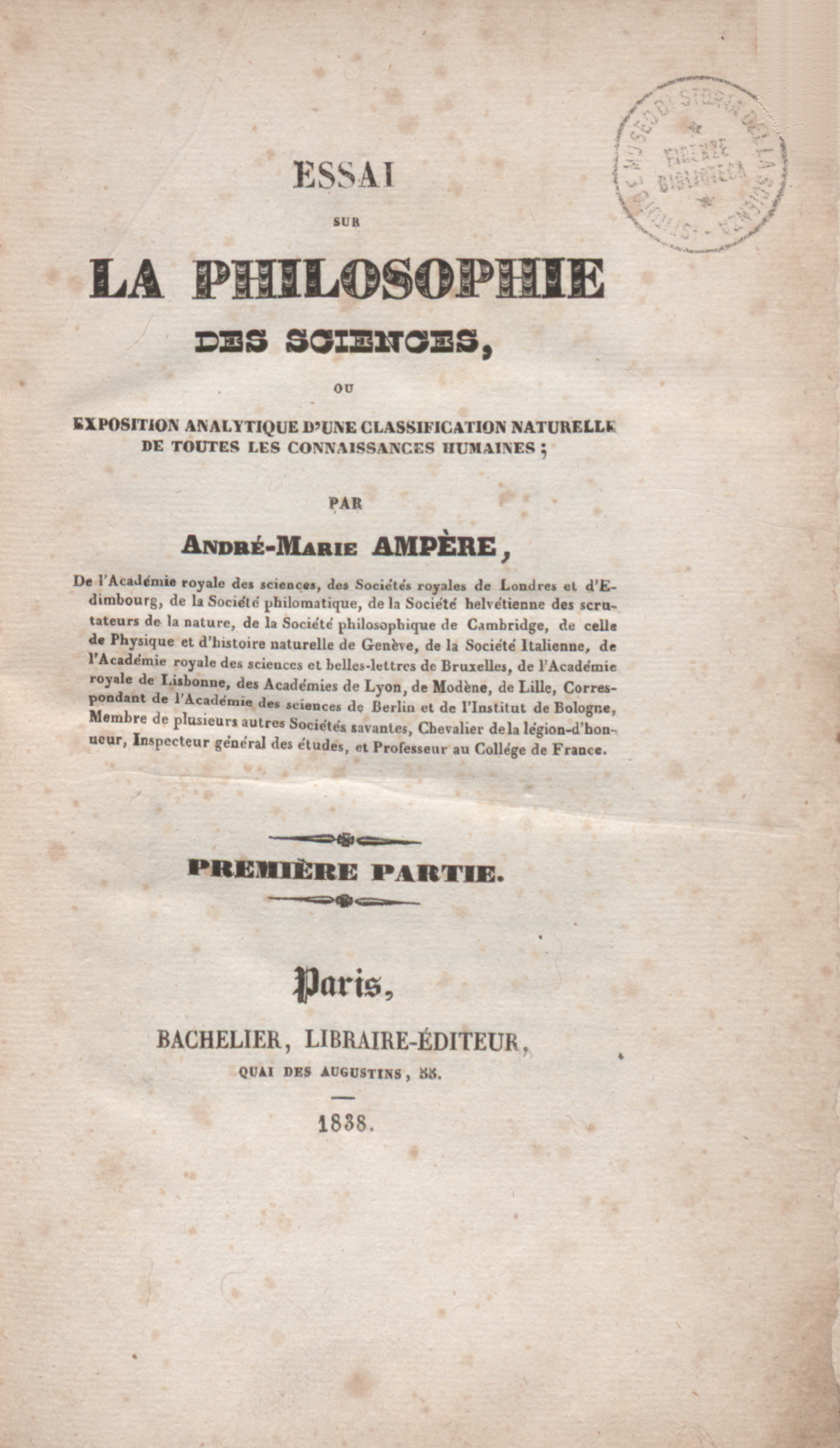
Ampère, Essai sur la philosophie des sciences, 1838.

Les premières occurrences de l'expression "philosophie des sciences" sont liées à des tentatives de classification des sciences qui en respectent la diversité tout en affirmant leur unité, avec une vocation pédagogique accentuée et soutenant le discours du progrès.
Le terme "scientist" fut ainsi été inventé en 1833, et le terme « philosophie des sciences » à proprement parler fut utilisé pour la première fois par André-Marie Ampère dans son Essai sur la philosophie des sciences en 1834, où il envisage les sciences comme autant de faits, et la philosophie des sciences consiste à découvrir l'ordre naturel de ces groupes.
Au même moment, Auguste Comte propose une classification plus ample sous l'appellation de "philosophie des sciences", qui va des mathématiques aux sciences biologiques, et à ce qui deviendra la sociologie.
En Angleterre, William Whewell introduit l'expression "The philosophy of science" dans le vocabulaire philosophique anglais en 1840 dans son grand livre The philosophy of inductive sciences, founded upon their history, qui présente cette philosophie des sciences comme "une vue complète de l'essence et des conditions de tout savoir réel".

## Histoire

### Le cercle de Vienne
Les réflexions Cercle de Vienne, qui se réunira entre les années 1923 et 1936, ont marquées un tournant décisif dans l'évolution de la philosophie des sciences. Formé autour de figures telles que Moritz Schlick, Rudolf Carnap et Otto Neurath, ce groupe de penseurs a promu le positivisme logique, une approche qui visait à établir un fondement scientifique rigoureux pour la philosophie. Ils ont plaidé pour l'élimination des métaphysiques spéculatives, insistant sur la vérification empirique des propositions et l'analyse logique du langage. Leurs travaux ont profondément influencé les normes de clarification conceptuelle et de rigueur scientifique, remodelant ainsi la manière dont les connaissances scientifiques sont évaluées et validées dans le champ philosophique.

## Philosophie générale des sciences
La philosophie générale des sciences, aborde les questions fondamentales posées par l'activité scientifique, indépendamment des disciplines spécifiques.

### Problème de la démarcation
Paul Feyerabend dans son ouvrage a voulu montrer qu'il n'y a pas une seule description de la méthode scientifique qui puisse être suffisamment large et générale pour englober l'ensemble des méthodes et approches utilisées par les scientifiques. Il a critiqué l'établissement d'une méthode scientifique normative, au titre qu'un tel procédé ne pourrait que ralentir, voire réprimer le progrès scientifique. Pour lui, le seul principe qui ne gêne pas l'activité scientifique est le laisser-faire. En effet aucune méthodologie (ni l'inductivisme, ni le réfutationnisme) ne s'accorde avec l'histoire de la physique.
Toutes les méthodologies ayant leurs limites, une seule règle survit, c'est « Tout est bon ». Mais cette affirmation ne veut pas dire faire n'importe quoi ! La méthodologie selon lui « peut » fournir des critères d'évaluation qui permettent aux scientifiques de prendre des décisions (ie: les Programmes de recherches chez Imre Lakatos)[source insuffisante], mais, en général, ils ne contiennent pas de règles qui leur disent ce qu'il « faut faire ».
Le qualificatif "scientifique" a longtemps été considéré par le grand public comme un gage de fiabilité absolue. Dans cette perception de la science qui se rapproche du scientisme, de nombreuses personnes ont été amenées à croire que les scientifiques font quotidiennement, dans leur travail, la preuve de l'infaillibilité.
Dans les sociétés laïques et imprégnées de techniques, la science dans sa diversité peut sembler apporter un arbitrage. Cela conduit malheureusement à des abus sur le langage scientifique et la valeur objective de la science, à des fins politiques ou commerciales. La science ne peut apporter des garde-fous que seule la cohésion sociale peut apporter selon des critères éthiques sur la nature de la réalité perçue.
Le décalage croissant entre le travail des scientifiques et la manière dont leurs travaux et résultats sont perçus par la société a conduit à effectuer des campagnes de communication ciblées, pour expliciter la notion de scepticisme scientifique et expliquer la méthode scientifique.
Par ailleurs, il faut distinguer les sciences et leurs applications pratiques. Autant une théorie scientifique peut sembler apporter des critères fiables de vérité, autant aujourd'hui les risques sont grands lorsque les applications techniques sont complexes et touchent un large public.
- Si vous ne connaissez pas le sujet, laissez ce bandeau (vous pouvez alors contacter les auteurs).
- Si vous supprimez le contenu mis en cause (vous pouvez préalablement contacter les auteurs),

argumentez précisément cette suppression dans la page de discussion
(un manque de référence n'est pas un argument ; une recherche réelle de référence doit avoir été effectuée, être formellement documentée).
Mais il n'est évidemment pas possible pour les scientifiques de tester chaque cas particulier que cette théorie permet d'envisager. Comment dès lors affirmer que la troisième loi de Newton est, en un sens, vraie ? Comment être sûr que, malgré tous les précédents ayant confirmé la loi, l'expérience suivante ne viendra pas la contredire et la tenir cette fois pour fausse de façon certaine ?

#### Induction
Comprendre pourquoi l'induction est viable la plupart du temps a été longtemps source d'interrogations. On ne peut pas y utiliser la déduction, ce processus logique qui part des prémisses pour aboutir à la conclusion, parce qu'il n'y a pas en induction de syllogismes qui le permettraient. Quel que soit le nombre de fois que les biologistes du XVIIe siècle ont observé des cygnes blancs, quelle que soit la variété des lieux de ces observations, il n'existe pas de voie purement logique pour arriver à la conclusion que tous les cygnes sont blancs. Ce qui revient grosso modo à dire que cette conclusion peut être tout à fait fausse. De la même manière, rien n'interdit de penser que demain, il pourra être observé une action n'entraînant pas de réaction ; la même expérience de pensée peut être faite pour n'importe quelle loi scientifique.
Donner une réponse concernant l'induction nécessite de changer de logique relationnelle, d'adopter d'autres arguments rationnels. La déduction autorise à formuler une vérité particulière en s'appuyant sur une vérité générale (par exemple « tous les corbeaux sont noirs ; ceci est un corbeau ; donc il est noir »), tandis que l'induction permet d'énoncer une vérité générale - ou non - avec le soutien d'une très forte probabilité de vérité, tirée d'une série d'observations suffisante (par exemple « ceci est un corbeau et il est noir ; cet autre oiseau est un corbeau et il est noir ;… ; tous nos exemples montrent que les corbeaux sont noirs en général »).
Le problème de l'induction a engendré un débat considérable et reste d'une importance capitale en philosophie des sciences : l'induction est-elle justifiée comme méthode scientifique, et si oui, comment et pourquoi ?
La réfutabilité évince habilement le problème de l'induction, parce qu'elle n'utilise précisément pas de raisonnement inductif. Cependant, elle introduit une autre difficulté. Lorsqu'une observation vient contredire une loi, il est presque toujours possible d'introduire une extension théorique qui lui rendra son caractère de vérité scientifique. Par exemple, les ornithologistes ayant trouvé un cygne noir en Australie n'auraient eu qu'à dire que ce cygne n'était pas vraiment un cygne en construisant une nouvelle espèce ad hoc.

#### Réfutabilité
Karl Popper, dans Conjectures et réfutations, utilise la réfutabilité comme critère de scientificité. Une théorie qui n'est pas réfutable, c'est-à-dire dont les prédictions ne peuvent être prises en défaut par l'expérimentation, n'est pas scientifique. Une science indépassable ne prouve rien[source insuffisante].
La réfutabilité évince habilement le problème de l'induction, parce qu'elle n'utilise précisément pas de raisonnement inductif. Cependant, elle introduit une autre difficulté. Lorsqu'une observation vient contredire une loi, il est presque toujours possible d'introduire une extension théorique qui lui rendra son caractère de vérité scientifique. Par exemple, les ornithologistes ayant trouvé un cygne noir en Australie n'auraient eu qu'à dire que ce cygne n'était pas vraiment un cygne en construisant une nouvelle espèce ad hoc.

#### Cohérence
Mais la manière dont ces énoncés fondamentaux dérivent de l'expérience dévoile un problème : l'observation est un acte cognitif, reposant sur notre compréhension réflexive, nos croyances, nos habitudes. Une observation telle que le passage de Vénus devant le Soleil requiert un déballage technique non négligeable, ce qui implique des croyances auxiliaires en grand nombre : certitudes en la valeur de l'optique des télescopes, de la mécanique des télescopes, compréhension de la mécanique céleste… À première vue, l'observation n'a rien de « simple ».
Le critère de cohérence est une solution qui vient comme un principe de mise en relation des faits et des explications. Selon le principe de cohérence, des énoncés peuvent être justifiés par leur appartenance à un système cohérent déjà érigé selon le même procédé. Dans le cas de la science, le système considéré est généralement constitué de l'ensemble des croyances dites scientifiques d'un individu ou d'un groupe de scientifiques. W. V. Quine[source insuffisante] a défendu cette approche de la science, qui est celle majoritairement[Qui ?] adoptée aujourd'hui, notamment en physique où le souci d'unité et de généralité des lois est primordial. L'observation d'un passage de Vénus devant le Soleil se justifie ensuite comme énoncé scientifique par son adéquation cohérente avec nos croyances usuelles sur l'optique, les télescopes et la mécanique céleste. Si cette observation venait à être en discordance avec l'une de ces composantes nécessaires à l'établissement d'un énoncé scientifique la concernant, alors un ajustement du système serait nécessaire pour évincer la contradiction.

### Rhétorique de la science

#### Rasoir d'Ockham
Le rasoir d'Ockham est une pierre de touche en philosophie des sciences. Guillaume d'Occam énonça qu'il faut toujours préférer la manière la plus simple d'expliquer un phénomène si on a le choix entre plusieurs possibilités valides. Lui-même ne dit rien sur la véracité intrinsèque d'un tel énoncé, mais souvent la manière la plus simple d'expliquer parfaitement un phénomène s'est révélée être finalement plus exacte que les propositions plus « complexes ».
Le rasoir d'Ockham est généralement[Qui ?] mis à profit comme un critère performant et rationnel dans le choix entre plusieurs théories s'affrontant sur un même sujet scientifique. Cependant, il est rare que deux théories fournissent des explications véritablement similaires, ie. aussi satisfaisantes en tout point l'une que l'autre. De fait, l'usage du Rasoir d'Ockham est resté limité. Il existe maintenant des approches mathématiques, basées sur la théorie de l'information, qui confrontent simplicité et portée théorique.[réf. nécessaire]
Le rasoir d'Ockham est souvent mal utilisé ou invoqué[Qui ?] dans des cas où il se révèle en fait inadapté. Ce principe ne dit pas qu'il faille préférer l'explication la plus simple au détriment de sa capacité à expliquer des exceptions ou des phénomènes annexes. Le principe de réfutation requiert du scientifique qu'à partir du moment où une exception est constatée expérimentalement, et qu'elle peut être répétée pour infirmer la théorie, il doit construire une nouvelle explication, la plus simple possible, rendant compte de ce nouveau phénomène, et que cette nouvelle explication doit être préférée à l'ancienne.[réf. nécessaire]
Guillaume Lecointre juge nécessaire de rappeler : « le principe de parcimonie ou principe d'économie d'hypothèses, implique que lorsque nous faisons une inférence sur le monde réel, le meilleur scénario ou la meilleure théorie sont ceux qui font intervenir le plus petit nombre d'hypothèses ad hoc, c'est-à-dire non documentées ».

### Autonomie de la science

#### Besoin de philosophie et utilité
Longtemps la science, en tant que corpus de connaissances et de méthodes, était l'objet d’étude de la Philosophie des sciences, qui étudiait le discours scientifique relativement à des postulats ontologiques ou philosophiques, c'est-à-dire non-autonomes en soi. Les analyses de la science (l'expression de « métascience » est parfois employée) ont tout d’abord porté sur la science comme corpus de connaissance, et ont longtemps relevé de la philosophie. C'est le cas d'Aristote, de Francis Bacon, de René Descartes, de Gaston Bachelard, du cercle de Vienne, puis de Popper, Quine, Lakatos enfin, parmi les plus importants.[réf. nécessaire]
L’épistémologie, au contraire, s'appuie sur l'analyse de chaque discipline particulière relevant des épistémologies dites « régionales ». L'épistémologie permettra la reconnaissance de la science et des sciences comme disciplines autonomes par rapport à la philosophie[réf. nécessaire].
Aurel David explique ainsi que « La science est parvenue à se fermer chez elle. Elle aborde ses nouvelles difficultés par ses propres moyens et ne s'aide en rien des productions les plus élevées et les plus récentes de la pensée métascientifique ».
Pour le prix Nobel de physique Steven Weinberg, auteur de Le Rêve d'une théorie ultime (1997) la philosophie des sciences est inutile car elle n'a jamais aidé la connaissance scientifique à avancer.

#### Responsabilité sociétale
Le philosophe Hans Jonas (Le Principe responsabilité, 1979) pointe la responsabilité que portent toutes les personnes de la société vis-à-vis des conditions d'application technique des sciences[source insuffisante].
Les incidences de la science sur la société incitent la philosophe Isabelle Stengers à poser la question de la pertinence des savoirs scientifiques. Pour elle la réponse ne peut émaner que d’un débat démocratique.
Pierre Bourdieu : "Puisque les savants sont censés produire de la vérité sur le monde [… il leur faut] restituer les acquis de la science dans les domaines où ces acquis pourraient contribuer de manière positive à résoudre des problèmes qui ont accédé à la conscience publique. Mais la fonction la plus utile, en plus d'un cas, serait de dissoudre les faux problèmes ou les problèmes mal posés. [… À la télévision], les faux philosophes [… prennent] au sérieux les faux problèmes [scientifiques proposés dans l'émission]. [… ⇒] il faudrait des commandos d'intervention philosophique rapide pour détruire les faux problèmes [scientifiques], pour faire du Wittgenstein dans la vie de tous les jours et spécialement dans les médias" . La sociologie ? un sport de combat ? ! "Face à la TV, il faudrait une sorte de mouvement de résistance civique […] contre l'imposition généralisée de problématiques [aller voir directement les qualificatifs évoqués !].
Guillaume Lecointre pense utile de rappeler : Les connaissances empiriques, universellement testables, constituent la partie de nos savoirs qui unissent les hommes, et c'est pour cela qu'elles sont politiquement publiques (p. 130). "On peut mettre cette posture [les options métaphysiques sont personnelles et politiquement privées : la laïcité au sens français du terme] au nom d'une priorité donnée dans le champ public au droit à l'indifférence (ici métaphysique) sur le droit à la différence selon une formule présentée par Caroline Fourest (p. 239) " (p. 130). "Sur un plan plus politique qu'épistémologique, la meilleure arme contre le créationnisme reste la laïcité française [… + ] les différentes sphères de contraintes et de libertés […] (p. 133 ). En conclusion : "Expliciter vers le public le périmètre des méthodes qui caractérisent le[.] métier [de chercheur], et écrire vers le public pour expliquer pourquoi et comment les créationnistes philosophiques utilisent les sciences à d'autres fins que les leurs (p. 134).

##### L'exemple de la science face aux créationnismes
Guillaume Lecointre affirme « Les créationnistes, ne peuvent être scientifiques, car ils commettent de fréquentes entorses au contrat tacite énoncé ci-dessus (notamment au principe de parcimonie ou Rasoir d'Ockham évoqué ici) en guise de socle à toutes les sciences ».
« Depuis la charnière XVIIe – XVIIIe siècles, nos inférences et hypothèses doivent faire référence à des entités que nous pourrons appréhender expérimentalement, tout de suite, ou à terme ; donc des entités naturelles ; cela est la condition scientifique moderne […] » . « […] le registre des savoirs- qui sont du domaine public et donc potentiellement universels, dont la contestation doit être instruite et méthodologiquement caractérisée […] »
Beaucoup de personnes ignorent que : « les [différentes] sphères de l'espace public [donc celui de la science] décrites par Caroline Fourest [… ne peuvent pas être confondues avec] la sphère du sens et de la symbolique des pouvoirs publics et la sphère de liberté maximale (la sphère privée) ». « La validation croisée des résultats scientifiques est un espace laïque au sens français du terme, sans que, pour autant, nous ne nous formulions les choses comme cela. Nos options métaphysiques restent aux vestiaires de nos laboratoires et n'interviennent pas dans nos comptes rendus d'expériences ».
B. Latour confie que « [les conditions de… et le contrat tacite de] la recherche n'est pas au programme des formations scientifiques » (p. 93). Guillaume Lecointre pense qu'« il serait temps d'enseigner aux futurs chercheurs une explication de leur contrat tacite, autant dans ses attendus épistémologiques que dans ses composantes sociologique, économique et politique ».
Guillaume Lecointre appelle de ses vœux une évolution de la notion de distinction-séparation entre les sphères publique et privée, : les sphères de sens.

#### Contrat tacite du chercheur en sciences
Guillaume Lecointre, reprenant les travaux de Pierre Bourdieu : "La profession des scientifiques a pour but collectif de produire des connaissances objectives sur le monde réel". Une nouvelle connaissance, dûment éditée, publiée dans un journal spécialisé à comité de relecture, doit être corroborée par au moins une équipe indépendante pour pouvoir faire partie du corpus des connaissances objectives. "Ce principe est valide pour toutes les sciences, histoire, sociologie, psychologie comprises. Toutes sont appelées à produire des discours à portée universelle parce qu'ils sont vérifiables." .
Guillaume Lecointre juge nécessaire de rappeler les termes du contrat tacite qui conditionne la possibilité de reproductibilité des expériences scientifiques :
1. Scepticisme initial sur les faits,
2. Réalisme de principe,
3. Matérialisme méthodologique
4. Rationalité [et logique].

## Philosophie des sciences spéciales
La philosophie des sciences spéciales, ou philosophie régionale des sciences, s'intéresse aux questions philosophiques propres à des disciplines scientifiques particulières, telles que la logique, les mathématiques, la physique, la biologie, la médecine, l'économie ou la linguistique.
Contrairement à la philosophie générale des sciences, qui aborde des thèmes universels à toutes les sciences, cette branche de la philosophie examine comment des questions générales, comme la justification des théories, doivent être adaptées ou reconsidérées en fonction des spécificités de chaque discipline scientifique.
Cela implique également de traiter des questions uniquement pertinentes pour des disciplines spécifiques, qui découlent de leurs concepts et méthodes uniques. Par exemple, les débats sur la fonction biologique ou les universaux en linguistique sont spécifiques à ces domaines et ne se poseraient pas dans d'autres contextes scientifiques. La philosophie des sciences spéciales vise à éclaircir ces questions en les articulant avec des préoccupations plus générales, enrichissant ainsi la compréhension philosophique des sciences particulières tout en contribuant à la philosophie des sciences dans son ensemble.

## Écoles de pensée
- Si vous ne connaissez pas le sujet, laissez ce bandeau (vous pouvez alors contacter les auteurs).
- Si vous supprimez le contenu mis en cause (vous pouvez préalablement contacter les auteurs),

argumentez précisément cette suppression dans la page de discussion
(un manque de référence n'est pas un argument ; une recherche réelle de référence doit avoir été effectuée, être formellement documentée).

### Réalisme scientifique et instrumentalisme
Le réalisme scientifique, ou empirisme naïf, consiste à prendre le discours scientifique comme réalité du monde. Le terme naïf n'est pas péjoratif, mais indique qu'il s'agit de s'en tenir au discours scientifique pour appréhender la réalité - ce qui est le point de vue de nombreux scientifiques. Ainsi, un adepte du réalisme tiendra pour existants les électrons et les champs magnétiques.[réf. nécessaire]
Contrairement au réalisme, l'instrumentalisme avance que nos perceptions, les idées et théories scientifiques ne reflètent pas nécessairement la parfaite réalité du monde, mais qu'ils sont d'utiles moyens pour expliquer, prévoir et contrôler nos expériences. Selon le point de vue d'un instrumentaliste, les électrons et les champs magnétiques sont des idées commodes, dont l'existence est contingente. L'instrumentalisme vient en partie[pas clair] du pragmatisme selon John Dewey[source insuffisante].
En fait ce courant analyse que[pas clair] la science utilise des "hypothèses explicatives", autrement dit des théories qui ont permis "jusqu'à présent" de prévoir les observations.
Prenons un exemple : 

Une première théorie pourrait postuler (contrairement à celle en vigueur aujourd'hui) qu'une force attire les objets sans variation quant à leur taille et toujours dans la direction donnée par notre premier essai.
Tant que les expériences ne s'appliquent qu'à des objets de masse identique et dans un espace réduit (un jardin par exemple) qui ne laisse pas supposer que la direction change en fonction des masses des objets alentour, il est possible d'utiliser avec succès cette première hypothèse explicative, pourtant fausse.

### Constructivisme
Dans le champ de l'épistémologie, les constructivismes sont des courants de pensée reposant sur l'idée que nos représentations, nos connaissances, ou les catégories structurant ces connaissances et ces représentations sont le produit de l'entendement humain. Le constructivisme rejoint dans son approche l'instrumentalisme et le pragmatisme[pas clair].[réf. nécessaire]
Pierre Bourdieu réfute l'analyse de la science faite par des constructivistes qu'il considère comme étant idéalistes, et hors du réel : « il s'ensuit que, contrairement à ce que laisse croire un constructivisme idéaliste, les agents font les faits scientifiques et, même, pour une part, le champ scientifique, […]" »

#### Constructivisme social
En sociologie, le constructivisme social est au croisement de différents courants de pensée et fut présenté par Peter L. Berger et Thomas Luckmann dans leur livre The Social Construction of Reality (1966). Il cherche à découvrir la manière dont la réalité sociale et les phénomènes sociaux sont « construits » c’est-à-dire la manière dont ces phénomènes sont créés, institutionnalisés et transformés en traditions[source insuffisante].

### Analyse et réductionnisme
L'analyse consiste à scinder une observation ou une théorie en des étapes ou des concepts plus simples, afin de la comprendre. L'analyse est essentielle à la science, tout comme à n'importe quelle entreprise rationnelle. Il serait par exemple impossible de décrire mathématiquement le mouvement d'un projectile sans séparer la force de la gravité, l'angle de projection et la vitesse initiale du corps mis en mouvement. Seule l'analyse distincte de ces composantes, puis leur regroupement en un système, permet de formuler une théorie du mouvement pratique.[réf. nécessaire]
Le réductionnisme en science peut avoir différents sens. Un type de réductionnisme scientifique consiste en la croyance que tous les domaines d'études peuvent se ramener finalement à une explication purement scientifique. Ainsi, un évènement historique peut certainement être expliqué en des termes sociologiques ou psychologiques ; du point de vue réductionniste, cette explication peut-être décrite sans perte de sens en termes de physiologie humaine, elle-même pouvant se décrire comme le résultat de processus chimiques ou physiques, de sorte que l'évènement historique se trouve ramené à un évènement de la science physique. Cela impliquerait donc que l'évènement historique n'était rien d'autre que le fruit d'un schéma physique, ce qui nie l'existence de phénomènes spontanés indépendants. Le physicalisme est la réduction de tous les phénomènes à des phénomènes explicables par les lois physiques.[réf. nécessaire]
Au plus simple et au plus court le réductionnisme, par le suffixe "isme" qui désigne une doctrine, consiste à ramener le "complexe" au simple, comme une photographie bidimensionnelle d'une statue tridimensionnelle, la complexité biologique à la simplicité mécanique. Le réductionnisme n'est pas la règle d'économie d'explication du rasoir d'Occam.[pas clair]
- "[…] Réductionnisme : Pour rendre compte des données connues, tout savant doit fournir l’explication la plus simple possible, la plus économique et (généralement) la plus élégante possible. Mais le réductionnisme devient un défaut si l’on accorde une importance excessive au principe que l’explication la plus simple est la seule possible. Il arrive qu’on doive envisager les données dans une Gestalt plus grande". (Gregory Bateson, p. 235, La Nature et la Pensée, Seuil, Paris, 1984).

Daniel Dennett a montré qu'un réductionnisme total était possible, tout en soulignant qu'il s'agirait d'une « mauvaise science », cherchant à démontrer trop à partir de trop peu. Les arguments avancés à l'encontre d'un tel réductionnisme reposent sur l'idée que des systèmes auto-référencés contiennent en effet plus d'information pouvant être décrite par des comportements individuels, ou participants à celui d'un groupe, que les autres systèmes. Des exemples concrets sont les organisations fractales ou les systèmes auto-évolutifs découverts en chimie. Mais l'analyse de telles organisations est nécessairement destructive d'informations, parce que l'observateur doit d'abord sélectionner un échantillon du système étudié, qui peut être partiellement représentatif de l'ensemble cohérent. La théorie de l'information peut être mise à profit pour calculer l'ampleur de la perte d'information ; c'est d'ailleurs une des techniques appliquées dans la théorie du chaos[source insuffisante].

### Réalisme scientifique et métaphysique des sciences
La métaphysique des sciences est le projet de développer une vision cohérente et complète de la nature sur la base des théories scientifiques. La science ne se construit pas sur un socle fondationnaliste - un point de vue absolu - mais elle est en perpétuelle constitution (le bateau de Neurath).
La métaphysique des sciences, qui appartient à la philosophie analytique, ne consiste plus uniquement en l'analyse du langage mais plus largement en un discours systématique et argumentatif visant à la compréhension du monde et la position que l'être humain y occupe. Poursuivant ainsi Platon et Aristote elle développe des catégories générales qui cherchent à saisir l'être du monde empirique (cf. Aristote, Métaphysique, livre 4) à partir d'un ancrage puissant dans les sciences.
Ce projet est une forme de réalisme scientifique caractérisé par :
- une proposition métaphysique : L'existence et la construction de la nature sont indépendantes (ontologie et causalité) des théories scientifiques.
- une proposition sémantique : la constitution de la nature dit lesquelles des théories scientifiques sont fiables (terme préféré à "vraies" car la science est en perpétuelle construction) et donc lesquelles ne sont pas vraies (ici le terme est opportun).
- une proposition épistémique : Les sciences sont, en principe, capables de donner un accès cognitif à la constitution de la nature. Il existe deux discussions : une relative à la sous détermination de la théorie par l'expérience (Pierre Duhem, 1906, Willard Van Orman Quine, 1951). L'autre relative aux bonds cognitifs liés aux grandes avancées que l'on a constaté dans l'histoire des sciences (XXe siècle)[32].

Ce projet de métaphysique des sciences a à sa disposition les théories universelles et fondamentales acquises depuis Newton dont certaines sont déterministes et d'autres probabilistes (position privilégiée de la physique). Les théories des sciences spéciales ne sont pas universelles et dépendent de la théorie de la physique fondamentale. Contrairement à la théorie de la physique fondamentale pour laquelle un principe de complétude causale, nomologique et explicative s'applique, les théories des sciences spéciales ne sont pas complètes.
Quatre positions métaphysiques sont possibles liées à 2 distinctions (David Lewis) :
- Propriétés intrinsèques (atomisme) ou relations dans une structure (holisme).
- Propriétés catégoriques (purement qualitatives) ou Propriétés causales (engendrant par leur nature même certains effets)

Deux autres distinctions ont été aussi examinées[Qui ?] : propriétés comme universaux et propriétés comme modes.
Après avoir examiné les distinctions, les sciences spéciales comme la mécanique quantique et la biologie notamment ainsi que les courants philosophiques des sciences comme le réalisme scientifique, Michael Esfeld conclut en prenant soin de rappeler la vassalité de la philosophie sur l'état des connaissances de la science en train de se faire et de conseiller l'évitement des dynamiques qui conduisent « à des engagements ontologiques fort douteux (comme celui postulant l'existence d'une infinité de branches parallèles de l'univers) [et qui empêche] d'aboutir à une vision cohérente de la physique fondamentale et des sciences spéciales[pas clair].